# 파타라

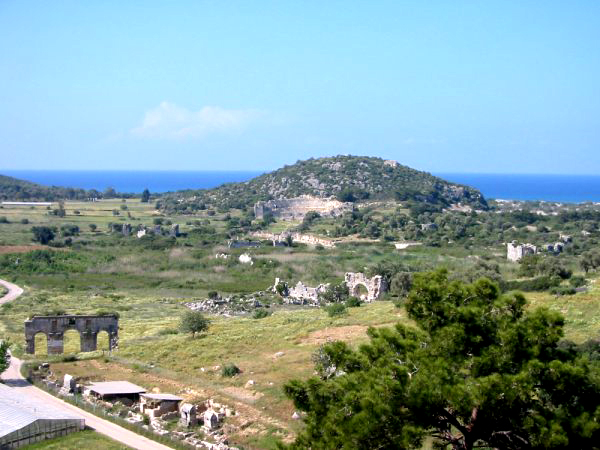
파타라의 폐허 사진. 왼쪽 저지대에 성문과 언덕쪽에 극장이 있다.

파타라(리키아어:Pttara), 후의 아르시노에(ρσινόη)는 튀르키예의 지중해변의 리키아의 남동 도시의 번영하였던 해양 상업 도시로, 현재 안탈리아 주의 작은 도시 겔레미스 근처이다. 그곳은 성 니콜라스의 탄생지로 그는 뮈라에서 그의 인생 대부분을 보냈다.